# Мендес, Томас
Томас Алаге Мендес Мендес (исп. Tomás Alage Mendes Mendes; 21 ноября 2004, Альмерия, Испания) — испанский футболист, полузащитник клуба «Алавес В».

## Клубная карьера
30 ноября 2021 года Мендес дебютировал за основную команду «Алавеса» в матче кубка Испании против «Унами». 7 мая 2022 года Томас впервые сыграл в чемпионате Испании в матче против «Сельты».